# Begravningsvapen

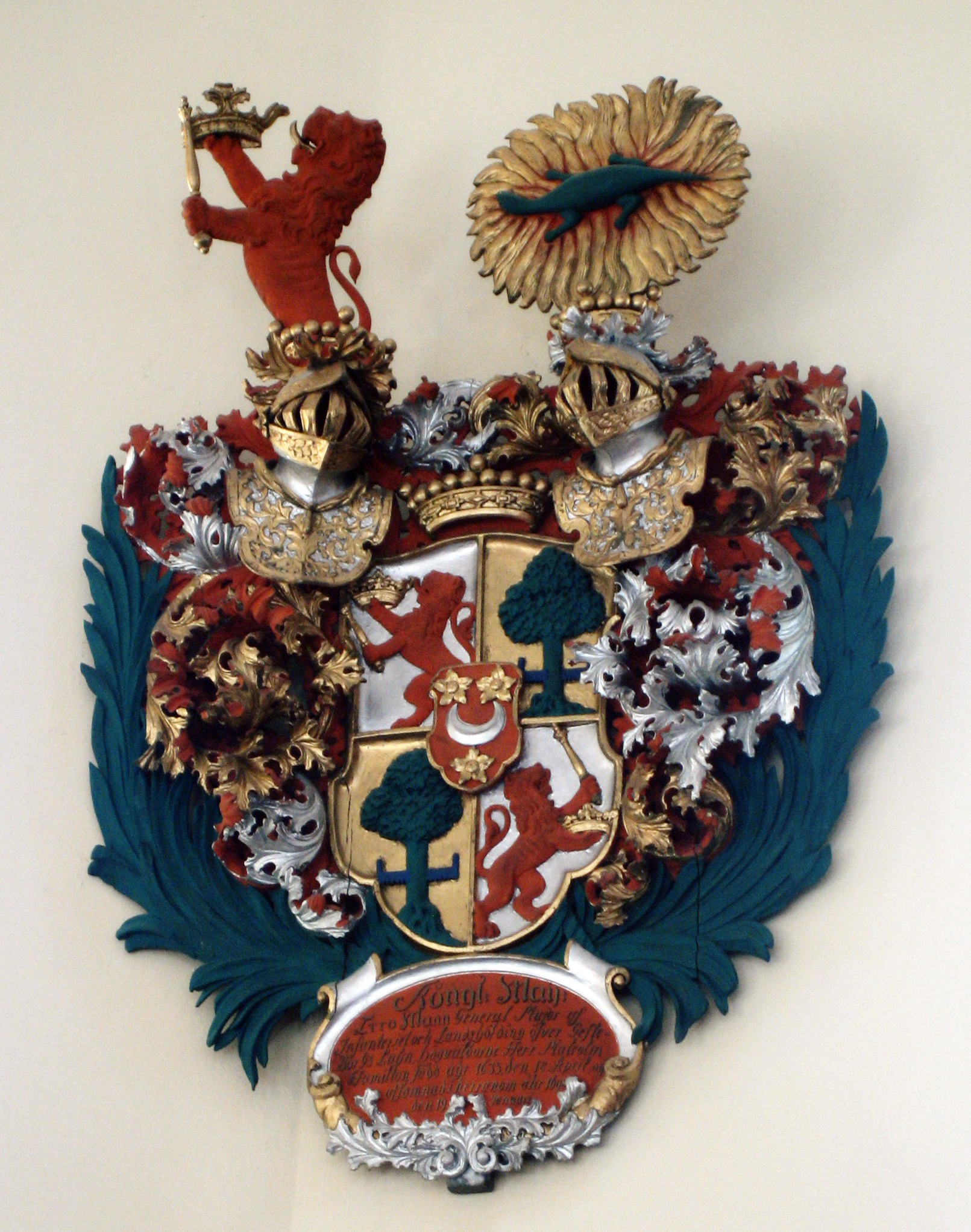
Malcolm Hamiltons huvudbaner i Christinae kyrka, Göteborg.

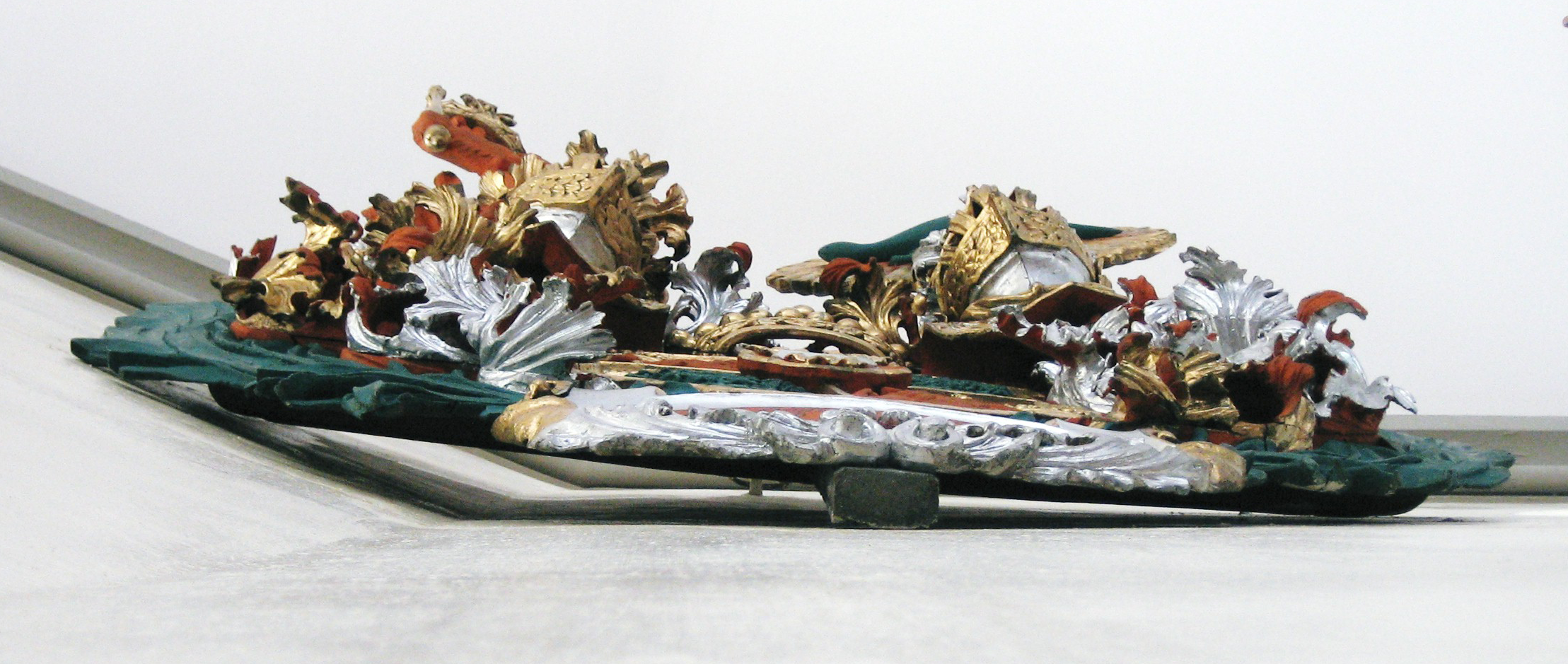
Malcolm Hamiltons huvudbaner ses här underifrån. Den stång, numera avsågad, som användes då vapnet bars i begravningståget syns tydligt på baksidan.

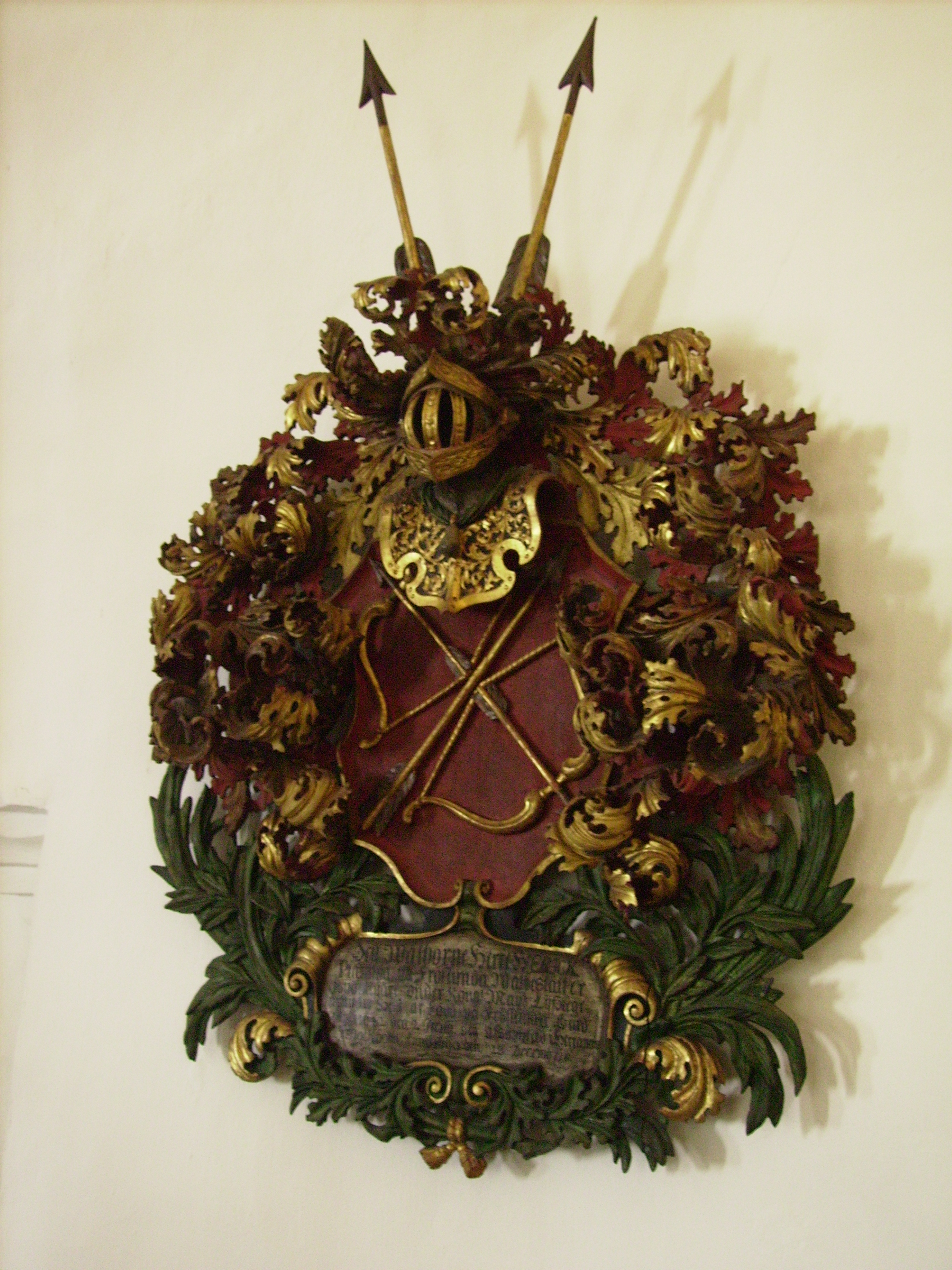
Begravningsvapen i Alla Helgona kyrka, Nyköping.

Begravningsvapen är de olika typer av vapen som blivit burna i en begravningsprocession. Begravningsvapen kan både vara bruksvapen och heraldiska vapen. Efter begravningen hängdes sådana vapen ofta upp i begravningskyrkan eller i en annan kyrka med koppling till den döde.
Den avlidnes heraldiska vapen bars ursprungligen i form av en faktiskt brukad sköld. När skölden föll ur bruk som en del av en krigares rustning målades det fullständiga vapnet på en träskiva som bars på en stång i begravningsprocessionen. I det svenska riket börjades dessa vapen, ofta kallade huvudbaner, att utföras utskurna i trä och bemålade.
I begravningståget kunde även den dödes förfädersvapen, så kallade anvapen bäras, dels på fädernet, dels på mödernet. De bars då efter huvudbaneret. I vissa fall anbringades anvapnen på själva huvudbaneret, men ofta rörde det sig bara om en eller två generationers vapen, eftersom huvudbaneret annars skulle bli ohanterligt. I andra fall kunde huvudbaneret på sidorna ha anvapen hopkomponerade.
Begravningsvapen ska inte sammanblandas med epitafier. Huvudbaner och anvapen bars i begravningståget och kunde därefter sättas upp i kyrkan, Ett epitafium innehåller en gravskrift över den döde och placerades efter begravningen i kyrkan, men medfördes aldrig i själva processionen.

## Galleri

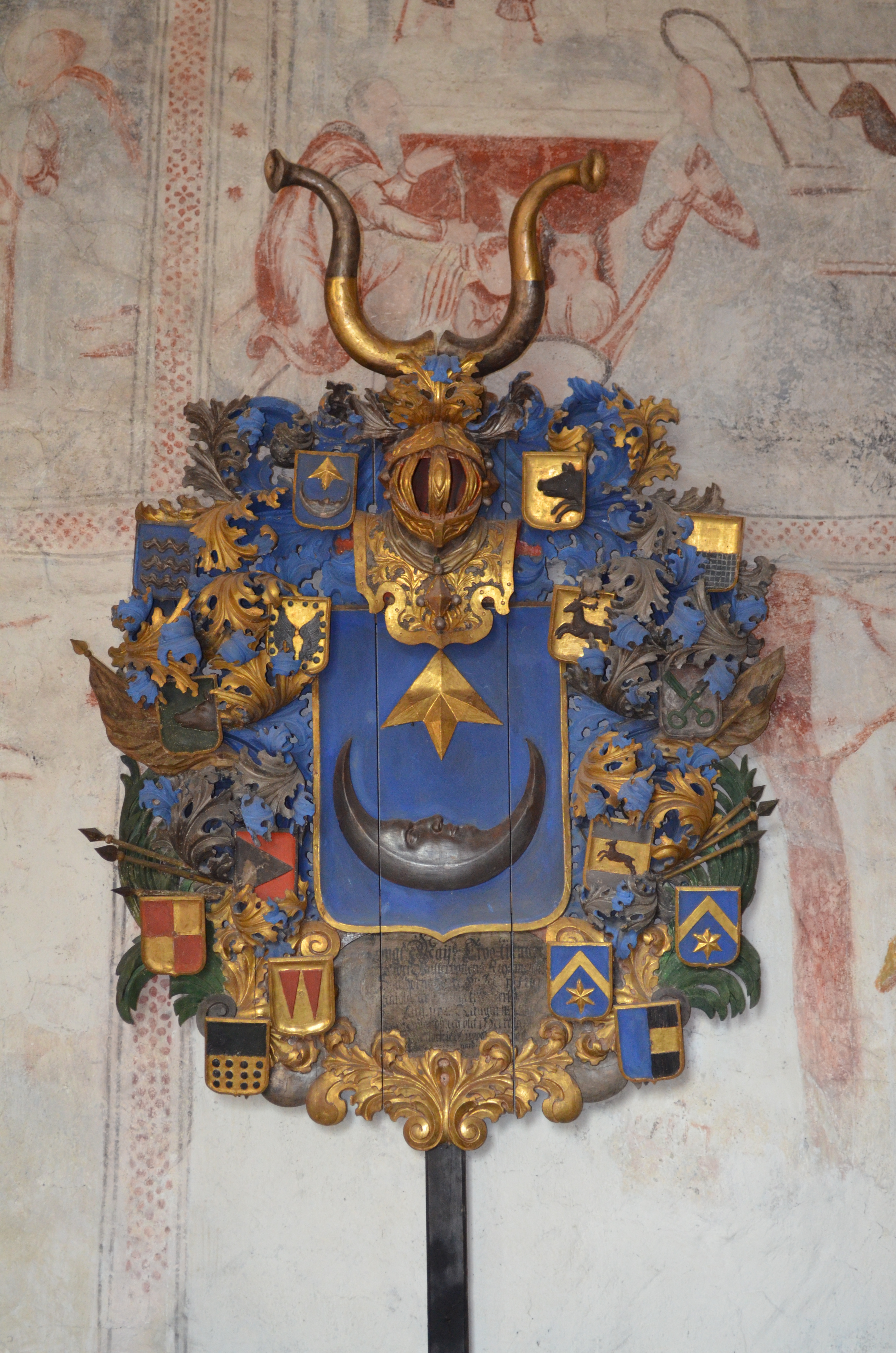
Johan Persson Månesköld af Seglinges (nr 62) (till Rungarn, död 1696) huvudbaner med 16 anors vapen i Bladåkers kyrka, Uppland
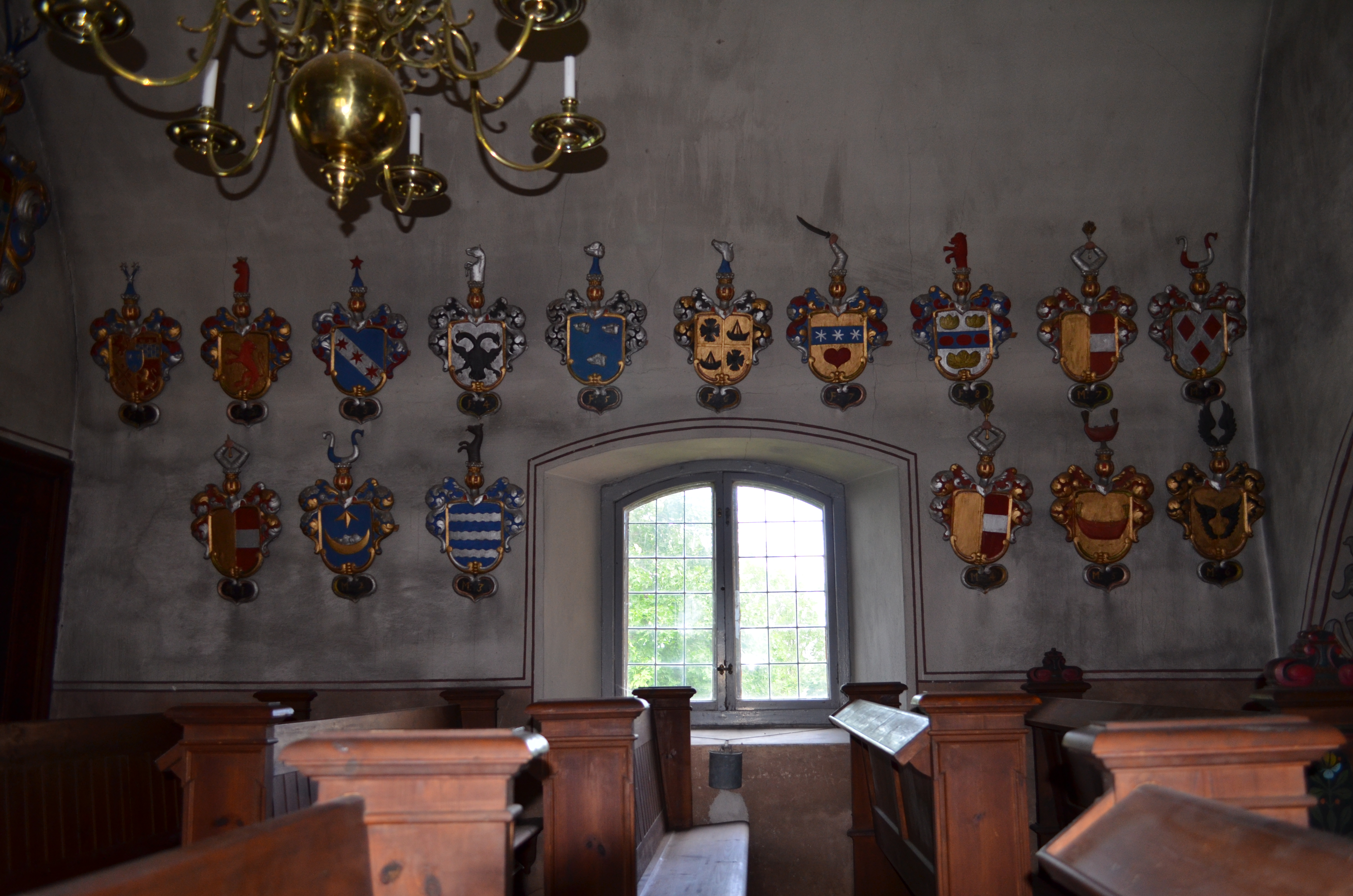
Anders Stuarts (nr 86) (1589-1679) 16 anors anvapen i Vadsbro kyrka, Södermanland
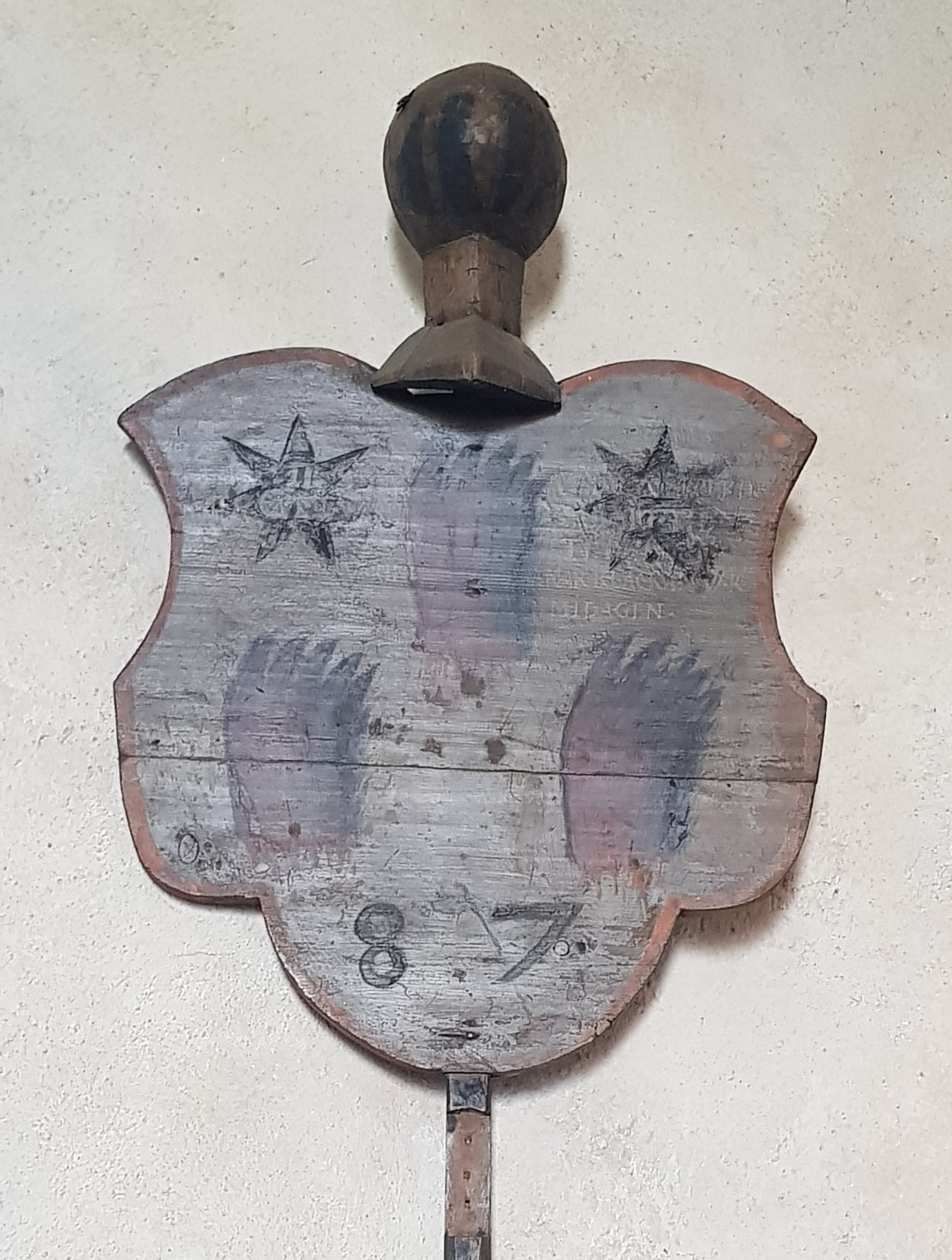
Peder Byriellson Björnrams begravningsvapen från 1587 i Färentuna kyrka, Uppland
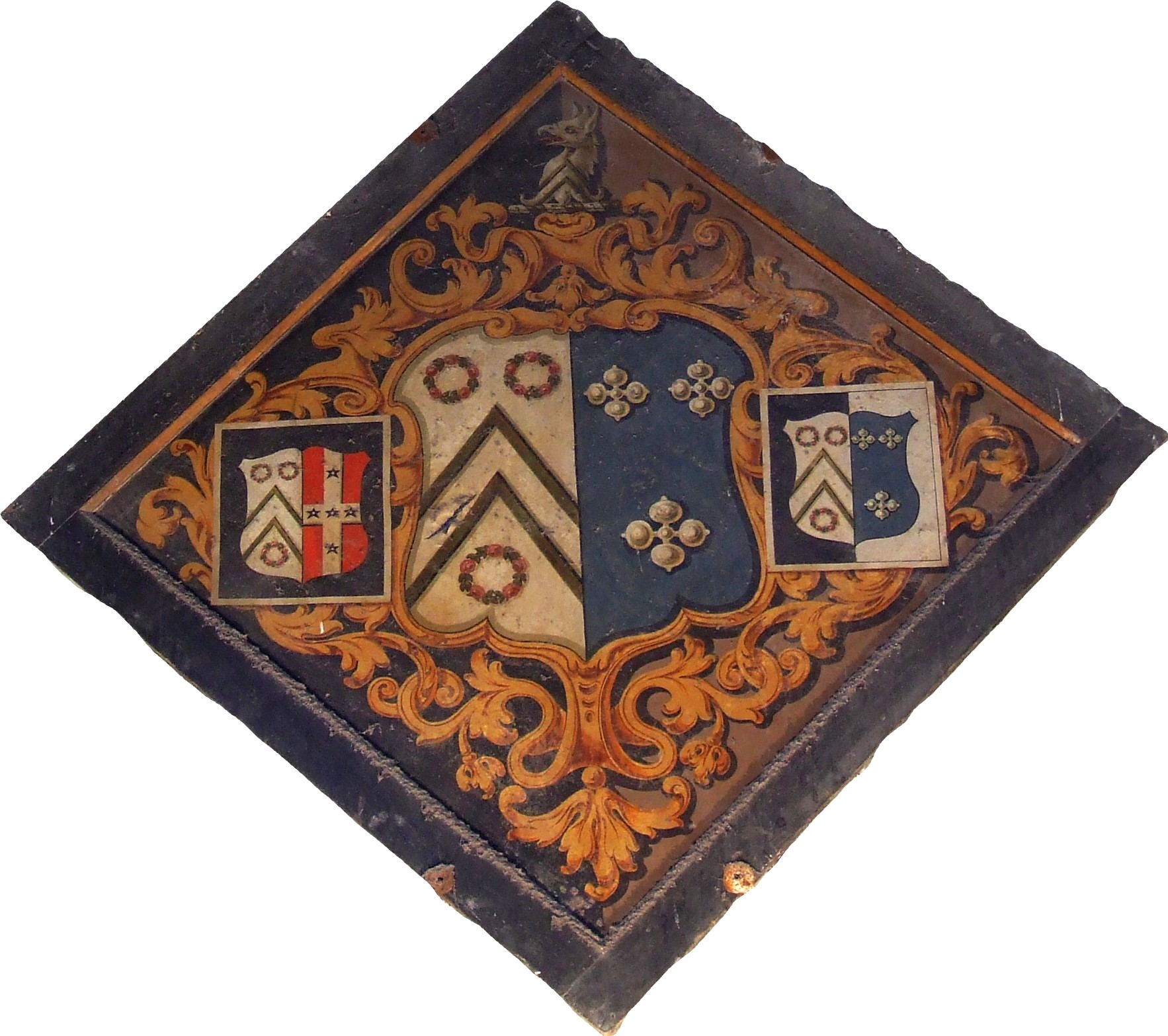
Begravningsvapen i Wymondham, Norfolk, England. Begravningsvapen i Storbritannien är alltid målade på en ruta